# 컨커러스 블레이드
컨커러스 블레이드(Conqueror's Blade)는 중국 스튜디오 부밍 게임즈가 개발한 부분 유료화, 대규모 다중 사용자 온라인실시간 전략 게임으로, 러시아에서는 Mail.ru에서, 유럽과 북미에서는 My.com에서, 남미, MENA(북아프리카 및 중동), 아시아 및 태평양 지역에서는 부밍 게임즈에서 배급한다. 이 게임은 중세 및 봉건제 문명에서 영감을 받은 오픈 월드를 배경으로 하며, 공성전, 유닛 실시간 지휘, 온라인 전투에서 다른 플레이어로부터 영토를 점령하는 것을 중심으로 한다.

## 게임플레이
컨커러스 블레이드는 토탈 워 또는 커맨드 앤 컨커 시리즈와 유사한 턴제 전략 게임 및 실시간 전략 게임 플레이를 온라인 전투에서 제공한다. 플레이어는 군주를 직접 조종할 수 있으며, 군주는 자신을 따르는 연대에게 전투 명령을 내린다.

### 유닛 및 병종
플레이어는 13가지 병종 중에서 군주를 선택하며, 각 병종은 자신만의 무기 특화 능력이 있고 성별과 외모를 사용자 지정할 수 있다. 사용 가능한 무기는 장검 (방패 포함), 단검 (방패 포함), 글레이브, 미늘창, 머스킷, 노타치, 창, 쌍검, 단궁, 장궁, 파이크 및 메이스, 그리고 최신 무기인 사슬추와 곡검이 있다. 군주는 3인칭 시점에서 전투 중 직접 조종할 수 있으며, 전장 및 공성전 중 다양한 유닛에게 명령을 내리는 데 사용할 수 있다. 게임에는 윙드 후사르, 테르시오 아르케부스병, 카타프락토이 창기병 등 다양한 동서양 문명의 유닛들이 있다. 2024년 기준으로 게임 내에는 100가지가 넘는 다양한 병종이 존재한다.

### 전투 유형
매칭 가능한 전투 유형은 표준 전투, 영토전, 원정, 이벤트, 랭크전 등 5가지가 있다.
표준 전투에서는 훈련 캠프(AI)와 필드 전투를 찾을 수 있으며, 플레이어는 깃발을 점령하고 적을 물리쳐 적의 점수를 줄여야 한다. 공성전에서는 공격자가 최종 깃발을 점령하여 승리해야 하며, 방어자는 제한 시간 안에 최소 하나의 깃발을 지켜야 한다. 영토전은 일주일에 두 번 이용할 수 있다. 영토전 중에는 하우스가 자신들의 위신을 소모하여 중립이 아닌 영지에 선전포고할 수 있다. 선전포고 후 하우스 구성원은 목표 영지로 이동하여 전투에 참여할 수 있다. 원정은 5인 팀이 강력한 적과 대결하여 큰 보상을 얻는 PVE 전투이다. 이벤트 전투는 자유 전투와 데스매치로 구성된다.
이 모든 전투(데스매치 제외)에서 군주는 유닛에게 전장에서 공격, 따라가기, 진형 유지 명령을 내릴 수 있다.

### 하우스
플레이어는 다른 플레이어와 함께 하우스를 결성할 수도 있다. 이 길드와 유사한 시스템을 통해 플레이어는 동맹을 맺어 자원과 보상을 공유하고 함께 더 큰 전투와 영토전에 참여할 수 있다.

## 개발
컨커러스 블레이드는 2013년부터 개발 중이다. 원래 워 레이지(War Rage)로 알려졌다가 E3 2017에서 대중에게 처음 공개될 때 컨커러스 블레이드로 이름이 변경되었다.
컨커러스 블레이드는 중화인민공화국 항저우시에 본사를 둔 중국 개발 스튜디오인 부밍 게임즈가 개발한 첫 번째 게임이다. CEO인 시 왕을 포함한 여러 직원은 이전에 번지에서 헤일로 및 데스티니 시리즈 작업에 참여했다. 컨커러스 블레이드는 또한 부밍 게임즈에서 자체 개발한 CHAOS 엔진을 사용한 첫 번째 게임이다.
넷이즈 썬더파이어 UX 팀은 컨커러스 블레이드의 초기 개발 과정에 참여하여 다양한 개발 단계에서 디자인 팀과 아티스트에게 연구 지원을 제공했다.

### 비즈니스 모델
컨커러스 블레이드는 부분 유료화이지만, 플레이어가 특정 게임 내 콘텐츠에 대해 비용을 지불할 수 있다. 현재 파운더스 팩을 구매하면 베타 테스트에 참여할 수 있으며, 기타 게임 내 콘텐츠 및 아이템도 제공된다.

## 출시
2018년 7월 31일, My.com이 유럽과 북미 지역에서 게임을 배급할 것이 확인되었다. Mail.ru는 러시아에서 배급을 담당한다. 이 게임에 대한 여러 클로즈드 베타 테스트가 진행되었다.

## 평가
컨커러스 블레이드는 출시 전 단계에서 긍정적인 평가를 받았다. 록 페이퍼 샷건은 이 게임을 "엄청난 볼거리"라고 평가했지만, 일부 반복 작업과 '레벨 제한'은 비판했다. MMORPG.com은 이 게임이 "부밍이 자체 개발한 CHAOS 엔진으로 멋지게 구현된 영광스러운 승리"를 보여준다고 말했다. WCCFtech는 이 게임의 튜토리얼을 칭찬하며 신규 플레이어에게 "쉽고 접근하기 용이하다"고 주장했다. MMOBomb는 공성전이 "정말 재미있었다"고 말했다.
Jeuxvideo.com은 공성전의 가능성을 칭찬했고, 게임스타도 마찬가지로 전투 규모를 칭찬하며 이 게임을 토탈 워, 마운트 앤 블레이드, 월드 오브 워크래프트와 비교했다. Mein-mmo.de는 게임의 규모와 영화 같은 순간을 킹덤 오브 헤븐 및 반지의 제왕 3부작과 비교하며 호평했다.